# ياسر قاضي
أبو عمار ياسر القاضي (بالإنجليزية: Abu Ammaar Yasir Qadhi) محاضر ومدرس إسلامي وقد ألف عدة كتب عن الإسلام. وهو داعية إسلامية معروف في كثير من الأوساط الإسلامية في الولايات المتحدة، وكندا، والمملكة المتحدة وأستراليا.

## ترجمة
ولد ياسر قاضي في هيوستن بولاية تكساس جنوب الولايات المتحدة الأمريكية لأبوين باكستانيين عام 1975م.
تعلم في ثانوية بجدة في المملكة العربية السعودية.
نال شهادة بكالوريوس في الهندسة الكيميائية من جامعة هيوستن, ثم اشتغل في الشركة الكيميائية داو .
بعدها قرر دراسة الإسلام فحصل على بكالوريوس اختصاص الحديث من الجامعة الإسلامية بالمدينة المنورة.
أكمل الدكتوراه في الدراسات الإسلامية في جامعة يال في نيو هيفن بولاية كونيتيكت الأمريكية.
يدرس حاليا في قسم الدراسات الدينية بكلية رودز في ممفيس بولاية تينيسي الأمريكية.

## نشاطاته
يعمل حاليا معلما وموجها في معاهد إسلامية، ويشارك في برامج تلفزيونية على القناة الإسلامية في بريطانيا, قناة الهدى في السعودية، قناة الفجر في مصر وقناة السلام بأمريكا وبريطانيا والهند, حيث يرشد في الدين ويقدم دروسا في السيرة، قراءة القرآن ومسائل أخرى، كماأنه يدون في موقع MuslimMatters.org.

## مؤلفاته
- الدعاء: سلاح المؤمن
- شرح أصول الشرك الأربعة
- مدخل إلى علوم القرآن
- دراسة نقدية للشرك
- الرياء: شرك - خفي